# Jakob Rudolf Emil Minor
Jakob Rudolf Emil Minor (* 19. Dezember 1834 in Lorzendorf oder Kaulwitz, Kr. Namslau; † unbekannt) war ein deutscher Beamter und Abgeordneter.

## Leben
Minor war der Sohn des Domänenpächters und Oberamtmanns Jacob Richard Minor. Er besuchte die Realschule 1. Klasse in Breslau und legte dort 1852 das Abitur ab. Danach schlug zunächst die Militärlaufbahn ein und trat 1852 in das 6. Feldartillerie-Regiment (1. Schlesisches)  ein. 1853 bis 1856 besuchte er die Vereinigte Artillerie- und Ingenieurschule in Berlin. 1854 wurde er Leutnant, 1863 Premier-Leutnant und 1866 Hauptmann. Kurz nach seiner Eheschließung im April 1866 in Berlin mit Elise Dorothea Zumpt nahm er als Kommandeur einer Munitionskolonne in der preußischen Main-Armee am Deutschen Krieg teil. Im Deutsch-Französischen Krieg war er 1870/71 Kommandeur zweier Festungsartilleriekompanien bei der Küstenverteidigung von Cuxhaven. 1872 bis 1875 diente er als Artillerieoffizier in der Festung Rastatt. 1875 bis 1876 war er Major und Bataillonskommandeur im Garde-Fuß-Artillerie-Regiment in Berlin und Spandau. Danach war er Artillerieoffizier in Neisse. Er schied 1878 aus dem aktiven Dienst aus.
1878 bis 1880 studierte er Rechtswissenschaften in Marburg und absolvierte gleichzeitig den Vorbereitungsdienst für das Amt des Oberamtmanns am Landratsamt Marburg. 1886 bestand er jedoch die Landratsprüfung nicht. 1880 bis 1885 war er Bürgermeister in Lisdorf und 1885 bis 1887 Oberamtmann im Oberamt Gammertingen. Er war zunächst kommissarisch berufen worden, wurde jedoch 1886 nach dem Scheitern in der Prüfung nicht bestätigt. 1887 wurde er nach Schleswig-Holstein versetzt.
1886 bis 1889 war er Vertreter des Oberamtes Gammertingen Mitglied im Kommunallandtag der Hohenzollernschen Lande. 
1869 veröffentlichte er das Buch „Die Englische Landmacht, ihre Organisation und Stärke“.